# Moreux (cratera)
Moreux é uma cratera no quadrângulo de Ismenius Lacus em Marte, seu diâmetro é de 138 km. Está localizada a 42.1° latitude norte e 315.6° longitude oeste. Seu nome vem de Theophile Moreux, um astrônomo e meteorologista francês (1867-1954). 

## Geleiras
A aparência da cratera Moreux Crater tem sido modificada pela ação de geleiras. As geleiras transformaram grandes extensões da superfície de Marte. Acredita-se que muitos lugares ainda contenham grandes quantidades de gelo de água que estiveram associados à geleiras.   As geleiras esculpiram grande parte dos terrenos erodidos. Seria difícil passear sobre um terreno erodido pois a superfície contém dobras, buracos, sendo muitas vezes coberta por estrias lineares.  The striations show the direction of movement. As estrias indicam a direção do movimento. Muito dessa superfície áspera se deve à sublimação de gelo enterrado. O gelo passa diretamente do estado sólido para o gasoso (esse processo é chamado sublimação), deixando para trás um espaço vazio. O material superficial então desaba dentro do vazio. As geleiras não são compostas de gelo puro, mas também de impurezas e rochas. Às vezes, elas depositarão grandes quantidades de material em tergos. Tais tergos são chamados morenas. Alguns locais em Marte apresentam grupos de tergos em espirais; tal disposição pode ser decorrente em sua maior parte de uma movimentação adicional após os tergos já terem se estabelecido. Por vezes pedaços de gelo se desprendem das geleiras e são enterrados na superfície do solo. Quando eles derretem um buraco mais ou menos redondo permanece. Na Terra chamamos essas formações de kettles ou buracos de kettle. O Parque Mendon Ponds ao norte do estado de NY nos Estados Unidos tem preservado vários desses kettles. 